# مفتاح إنشاء

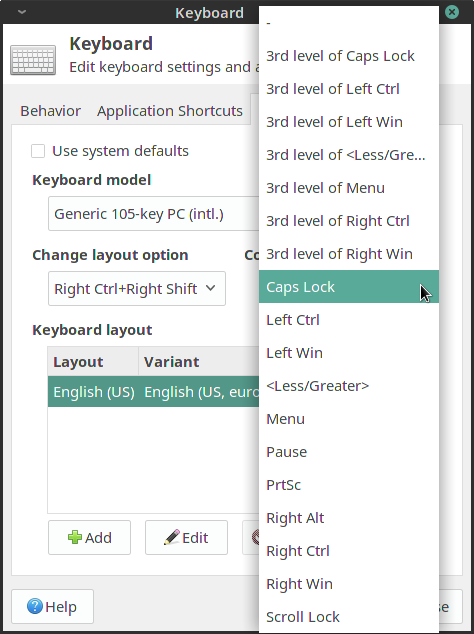
إعدادات تخطيط لوحة مفاتيح سطح مكتب Xfce ، متضمنةً مفتاح الإنشاء.

مفتاح الإنشاء (أو مفتاح متعدد) (بالإنجليزية: Compose key)‏ هو أحد مفاتيح لوحة مفاتيح الكمبيوتر الذي يُغيّر ضغطات المفاتيح التي تليه (عادةً ما تكون 2 أو أكثر) للحصول على حرف بديل،.
على سبيل المثال ، ضغط مفتاح Compose متبوعًا بـ~ وبعد ذلك n يُنتج Ñ .
تعد مفاتيح الإنشاء أكثر شيوعًا على لينكس وغيرها من أنظمة التشغيل التي تستخدم نظام نظام النافذة إكس ، لكن ثمة برامج على الويندوز والماك لمحاكاة مفتاح الإنشاء.

## التاريخ
ظهر مفتاح إنشاء الأحرف  على يد مهندسي شركة ديجيتال إكوبمينت على لوحة المفاتيح LK201 ، وهي متوفرة منذ عام 1983 مع محطة VT220 . تضمنت لوحة المفاتيح مؤشرًا ضوئيًا يشير إلى أن سلسلة الإنشاء مستمرة.

## روابط خارجية
- مفاتيح إنشاء Xlib لـ en_US. UTF-8 X.org X11 يؤلف تسلسل المفتاح الحالي الرسمي
- إنشاء تسلسلات المفاتيح في Linux مع تعيينات Unicode المكافئة